# イー・ツーイェン
イー・ツーイェン（易 智言、1959年11月21日 - ）は台湾の映画・ドラマ・CM監督。代表作に、映画『藍色夏恋』、テレビドラマ『危険心霊』がある。

## 略歴
台北出身。国立政治大学西洋語文学系（現、英文系）を卒業した後、米国カリフォルニア大学ロサンゼルス校に留学し、修士号（映画学）を取得。帰国後、中央電影公司にて企画及びCM制作に従事し、時報廣告獎を受賞した。
1995年、最初の長編映画である『寂寞芳心倶楽部』（主演：白冰冰）を発表した。同作は、青少年の同性愛を扱ったもので、商業的な成績は芳しくなかったものの、外国の映画祭に出展。スロヴァキア映画祭で最優秀主演女優賞を得た。
2002年、長編第2作である『藍色夏恋』を発表した。チェン・ボーリンとグイ・ルンメイが主演した同作は高校生の性の目覚めを扱った作品で、第55回カンヌ国際映画祭や2002年東京国際映画祭など数多くの映画祭に出品された。この作品の成功によってイー・ツーイェンの知名度は大いに高まり、彼にとって『藍色夏恋』は代表作となった。
2006年、テレビドラマ制作に進出し、『危険心霊』を発表した。

### 学歴・職歴
- 台湾国立政治大学西洋語文学系（現・英文系）卒業
- 米国カリフォルニア大学ロサンゼルス校（UCLA）修了（映画・テレビ制作）
- 中央電影公司制作企画
- 春暉電影台顧問
- 兼任講師（国立台北芸術大学電影所、中国文化大学、実践大学、輔仁大学、世新大学）

## 作品

### 広告
- 1999年 -統一曼士德コーヒー（義大利篇）
- 1999年 -コカ・コーラ（小鎮篇）
- 2000年 -コカ・コーラ（轉輪篇）
- 2000年 -マクドナルド
- 2000年 -2000年中華民国総統選挙宋楚瑜候補CM（病童篇，里長篇，結婚篇）

### 映画
- 1987年 -バッタ
- 1996年 -寂寞芳心倶楽部
- 2002年 -藍色夏恋
- 2005年 -about love アバウト・ラブ/関於愛 台北篇
- 2014年 -コードネームは孫中山

### テレビドラマ
- 2006年 -危険心霊（危險心靈）

### 書籍
- 著作
  - 2002年 - 藍色夏恋（原題：藍色大門電影小説（新雨出版社、ISBN 9577337570）。楊雅喆との共著。日本では2003年に樋口裕子訳で角川書店BOOK PLUSより出版された（ISBN 4048970380））。
- 翻訳
  - 1994年 - 電影編劇新論（遠流出版社、ISBN 9573222426）